# Бехбахан
Бехбаха́н (перс. بهبهان), місто у іранській провінції Хузестан. Порт на березі Перської затоки у Хормузькій протоці. Населення— 96,8 тис. осіб (2005). 70% населення відносить себе до нащадків євреїв.
Побудоване на місці стародавнього міста Аррайян, побудованного при Сасанидах. Має знахідки періоду Еламу.

## Бехбахан Евреи
Відомо, що старі жителі Бехбахана були єврейського походження. Існування гробниці, яку приписують двом єврейським рабинам, є однією з цих ознак. Що ще цікавіше, багато людей досі ходять відвідати могили цих двох рабинів по суботах.

## Клімат
Місто знаходиться у зоні, котра характеризується кліматом помірних степів та напівпустель. Найтепліший місяць — липень із середньою температурою 33.5 °C (92.3 °F). Найхолодніший місяць — січень, із середньою температурою 11.7 °С (53.1 °F).
| Клімат Бехбахана        | Клімат Бехбахана | Клімат Бехбахана | Клімат Бехбахана | Клімат Бехбахана | Клімат Бехбахана | Клімат Бехбахана | Клімат Бехбахана | Клімат Бехбахана | Клімат Бехбахана | Клімат Бехбахана | Клімат Бехбахана | Клімат Бехбахана | Клімат Бехбахана |
| Показник                | Січ.             | Лют.             | Бер.             | Квіт.            | Трав.            | Черв.            | Лип.             | Серп.            | Вер.             | Жовт.            | Лист.            | Груд.            | Рік              |
| Середня температура, °C | 11,7             | 13,3             | 17,1             | 22,1             | 27,8             | 31,5             | 33,5             | 33,1             | 29,9             | 25,1             | 18,8             | 13,5             | 23,1             |
| Норма опадів, мм        | 61               | 33               | 25.4             | 17               | 3.9              | 0                | 0.1              | 0                | 0.2              | 6                | 28.7             | 56.1             | 231.4            |
| Днів з опадами          | 8,3              | 6,5              | 7,1              | 5,6              | 2,3              | 0                | 0,2              | 0,1              | 0,1              | 1,5              | 4,5              | 7,1              | 43,3             |
| Вологість повітря, %    | 70.1             | 63.8             | 55.6             | 50               | 40.6             | 35.6             | 37.3             | 40.3             | 42.4             | 49.2             | 58.8             | 67.5             | 50.9             |
| ----------------------- | ---------------- | ---------------- | ---------------- | ---------------- | ---------------- | ---------------- | ---------------- | ---------------- | ---------------- | ---------------- | ---------------- | ---------------- | ---------------- |
| Джерело: Weatherbase    |                  |                  |                  |                  |                  |                  |                  |                  |                  |                  |                  |                  |                  |